# Pascal Egloff
Pascal Egloff (* 8. August 1992) ist ein ehemaliger Schweizer Skispringer.

## Werdegang
Egloff gab sein internationales Debüt im Alter von 14 Jahren bei FIS-Springen in Einsiedeln und Oberstdorf. Ab Oktober 2006 startete er im FIS-Cup und erreichte dort bereits im ersten Springen in Einsiedeln den elften Platz. Auf der gleichen Schanze gelang ihm ein Jahr später der Sprung unter die besten zehn. Im Dezember 2007 startete er in Engelberg erstmals im Skisprung-Continental-Cup, erreichte jedoch in beiden Springen nicht den zweiten Durchgang. Bei der Junioren-Weltmeisterschaft 2008 in Zakopane erreichte er im Einzelspringen den 43. Platz sowie mit dem Team Platz zehn. Im September 2008 begann er mit dem Springen im Alpencup, absolvierte jedoch dazwischen auch zwei Springen im Continental Cup, wobei er wie schon 2007 in Engelberg ohne Punktgewinn blieb. Nach guten Ergebnissen im Alpencup sowie bei FIS-Springen wurde er im Dezember 2008 fest in das Continental-Cup-Kader aufgenommen, verpasste jedoch auch weiter immer den zweiten Durchgang und somit den Gewinn von Continental-Cup-Punkten. Bei der Junioren-Weltmeisterschaft 2009 in Štrbské Pleso erreichte er mit der Mannschaft im Teamspringen Rang elf und im Einzel von der Normalschanze den 28. Platz. Nur einen Tag nach dem Teamwettkampf gelang ihm im Continental Cup in Zakopane mit dem achten Platz erstmals der Gewinn von Punkten sowie überraschend ein Platz unter den besten zehn. Dies war sein bestes internationales Ergebnis.
Zum Abschluss der Saison 2008/09 wurde er in das A-Nationalkader berufen und nahm an der Qualifikation zum Skisprung-Weltcup in Lahti teil, wo er als 51. nur knapp die Qualifikation verpasste. Im Teamspringen gehörte er jedoch zum Aufgebot und erreichte mit dem Team den zehnten Platz. Im Anschluss an das Weltcup-Wochenende kehrte er zurück ins Continental-Cup-Team wo er beständig Ergebnisse im Mittelfeld erreichte. Im August 2009 startete er als Mitglied der Mannschaft im Teamspringen beim Sommer-Grand-Prix und erreichte wie bereits beim Weltcup im März den zehnten Rang. Nach einem kurzen Intermezzo im Alpen- sowie im FIS-Cup im Oktober 2009 wurde er erneut für ein Weltcup-Springen nominiert. Nachdem er mit der Mannschaft im Teamspringen in Kuusamo den siebenten Platz erreicht hatte, nahm er auch am Folgetag an der Qualifikation für das Einzelspringen teil. Mit dem 40. Rang erreichte er die Qualifikation und kam am Ende des Springens auf den 35. Platz. Damit verpasste er nur knapp den zweiten Durchgang und somit auch nur knapp die Weltcup-Punkteränge. Zur Vierschanzentournee 2009/10 stand er jeweils auch im Kader der Schweiz, verpasste aber in allen Einzelspringen bereits die Qualifikation. Bei der Junioren-Weltmeisterschaft 2010 in Hinterzarten kam er im Einzel auf den 27. und mit der Mannschaft auf den zehnten Platz.
Nachdem 2010 ähnlich verlaufen war wie 2009, nahm er erneut an der Junioren-Weltmeisterschaft 2011 in Otepää teil, wo er mit der Mannschaft den sechsten Platz erreichen konnte. Im Einzel sprang er auf den 23. Platz und konnte sich so im Vergleich zu 2010 leicht verbessern. Obwohl er nach der Junioren-Weltmeisterschaft nur mittelmässige Ergebnisse in den unteren Wettbewerbs-Serien erreichte, wurde er in das Kader für die Nordischen Skiweltmeisterschaften 2011 in Oslo nominiert. Nachdem er überraschend in der Qualifikation zur Normalschanze den 30. Platz erreicht hatte, konnte er sich im Springen selbst nur den 43. Platz sichern. Im Teamspringen von der Normalschanze kam er gemeinsam mit Andreas Küttel, Marco Grigoli und Simon Ammann auf den zehnten Platz. Bei den Schweizer Meisterschaften im Oktober 2011 erreichte er in Einsiedeln hinter Simon Ammann und Gregor Deschwanden den dritten Platz im Einzel. Mit der Mannschaft des Ostschweizer Skiverbandes konnte er nach 2009 zum zweiten Mal den Teamwettbewerb gewinnen.
Beim Sommer-Grand-Prix-Springen am 17. August 2013 in Engelberg konnte er erstmals in dieser Wettkampfserie den zweiten Durchgang erreichen und schliesslich mit Platz zwei seine ersten beiden Grand-Prix-Punkte sammeln.
Nach dem Winter 2014/15 beendete Egloff seine aktive Skisprungkarriere.

## Statistik

### Grand-Prix-Platzierungen
| Saison | Platz | Punkte |
| ------ | ----- | ------ |
| 2013   | 86.   | 02     |

### Continental-Cup-Platzierungen
| Saison  | Platz | Punkte |
| ------- | ----- | ------ |
| 2008/09 | 099.  | 47     |
| 2009/10 | 083.  | 43     |
| 2010/11 | 115.  | 10     |
| 2011/12 | 119.  | 04     |
| 2012/13 | 140.  | 21     |
| 2013/14 | 140.  | 12     |